# Burkard I. (Münsterschwarzach)
Burkard I. († 20. Januar 1096 oder 1098) war von 1076 oder 1077 bis 1096 oder 1098 Abt des Benediktinerklosters in Münsterschwarzach.

## Münsterschwarzach vor Burkard
Die Abtei Münsterschwarzach hatte sich vor dem Amtsantritt Burkards I. bereits etabliert. Sie war im 9. Jahrhundert aus einem Frauenkonvent hervorgegangen, der schließlich durch ein Männerkonvent ersetzt wurde. In einem Machtkampf zwischen den Würzburger Bischöfen und den ostfränkischen Mattonen waren die Bischöfe im 11. Jahrhundert als Sieger hervorgegangen und setzten fortan die Äbte des Klosters ein. Unter ihrer Herrschaft begann auch die Hinwendung zur Gorzer Klosterreform.
Alle Äbte, die von den Bischöfen eingesetzt wurden, hatten bisher der Reform gedient. Zuletzt wurde der Erneuerung durch den Abt Egbert wieder neues Leben eingehaucht, der direkt aus dem Kloster in Gorze nach Münsterschwarzach kam. Er weitete den Klosterbesitz aus und galt bald als „Zweiter Gründer“ der Abtei. Während seines Abbiats wurde auch die alte karolingische Basilika demoliert und durch ein romanisches Kirchengebäude ersetzt.

## Leben
Über die Herkunft und Jugend des Abtes Burkard I. ist nichts bekannt. Der Abt tauchte erst in der Nachfolge des Vorstehers Egbert von Münsterschwarzach auf und versuchte die Reformen, die dieser angestrengt hatte weiterzuführen. Abt Burkard vertiefte auch bald die Reformen von Gorze in der Abtei und galt schnell als weiterer großer Abt. Er etablierte während seiner Amtszeit die Wallfahrt des Konvents nach Würzburg an das Kiliansgrab, die bis zum Bauernkrieg 1525 jährlich wiederholt wurde.
Gleichzeitig erweiterte Burkard die Bibliothek des Klosters, sie verfügte bei seinem Tod über insgesamt 183 Manuskripte. Für diesen Ausbau sorgte der Abt auch selbst, schrieb er doch selbst in der Schreibstube der Abtei. Außerdem sorgte er sich um die Kranken Konventsmitglieder und arbeitete im Klosterhospital. Auch um die Verbreitung der Reformen kümmerte sich Burkard. Im Jahr 1092 entsandte er Bero mit drei Mönchen ins neugegründete Kloster Pegau, Bero wurde erster Abt dieser Abtei.
Eine der letzten Amtshandlungen des Abtes war die Erwerbung eines Gutes in der Nähe des Klosters. Der Besitzer Gernhard von Willanzheim übergab dem Konvent seine Weinberge und Wälder. Der Einfluss Abt Burkards zeigt sich auch in der besonderen Bestattung des Verstorbenen. Am 20. Januar 1096 oder 1098 starb Burkard und wurde neben den Stiftern Megingaud und Imma, sowie dem Reformer Egbert in einem Prunkgrab inmitten der Klosterkirche beigesetzt.